# Racovița, Brăila
Racovita là một xã thuộc hạt Brăila, România. Dân số thời điểm năm 2002 là 1416 người.